# Беър Лейк (окръг)
Окръг Беър Лейк (на английски: Bear Lake County) е окръг в щата Айдахо, Съединени американски щати. Площ 2718 km² (1,25% от територията на щата, 32-ро място). Население – 6028 души (2017), гъстота 2,22 души/km². Административен център град Парис.
Окръгът е разположен в крайния югоизточен ъгъл на щата. На запад и север граничи съответно с окръзите Франклин и Карибу, а на изток и юг – с щатите Уайоминг и Юта. Релефът е предимно планински, като заема части от северните склонове на мощния хребет Уосатч и части от западните склонове на хребета Уайоминг (двата са съставна част от Скалистите планини). Максимална височина връх Мийд 9957 f (3034 m), издигащ се в хребета Уайоминг, на границата с окръг Карибу. Втори по височина е връх Шърман 9682 f, (2951 m), на северозапад, в хребета Уосатч. Между двата хребета, от югоизток на северозапад протича безотточната река Беър, в долината на която са разположени всички населени места на окръга. В южната част на окръга попада северната половина на езерото Беър (на английски: Bear Lake) (282 km²), а южната му половина е на територията на щата Юта. Чрез късе река езерото се оттича в река Беър.
Административен център на окръга е град Парис 513 души (2010 г.), а най-голям град е Монтпилиер 2597 души (2010 г.). На северозападния бряг на езерото Беър е разположено градчето Сейнт Чарлс.
През окръга преминават участъци от 2 междущатски шосета:
- Междущатско шосе  – 41,3 мили (66,5 km), от северозапад на югоизток;
- Междущатско шосе  – 40,6 мили (65,3 km), от североизток на югозапад и юг, покрай западния бряг на езерото Беър.

Първото селище Парис на територията на окръга е основано на 26 септември 1863 г. от преселници мормони, а през пролетта на 1864 г. е основан град Монтпилиер. Окръгът е образуван на 5 януари 1875 г. и е наименуван по името на езеро Беър, намиращо се на територията на окръга.